# Psarocolius montezuma

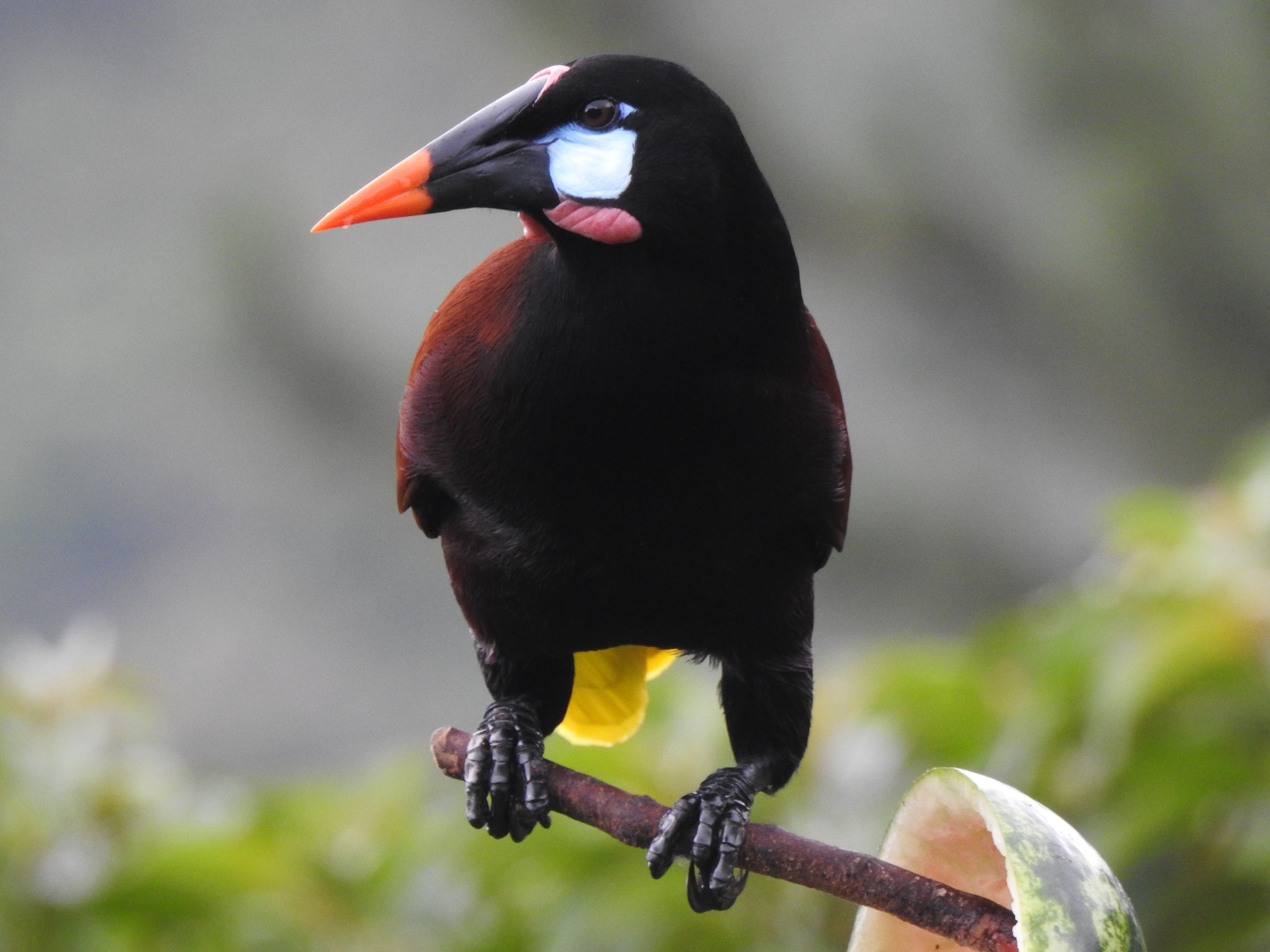
zacua mayor en Alajuela, Costa Rica.

La zacua mayor (Psarocolius montezuma), también conocida como oropéndola de Moctezuma, cacique de Moctezuma, conoto de Moctezuma, papan,  oropéndola mayor, urupa o chacarero, es una especie de ave paseriforme de la familia Icteridae autóctona de América Central, y se distribuye en bosques tropicales húmedos y plantaciones en tierras bajas desde el oriente de México hasta Panamá, Sin embargo, la especie solo ha tenido observaciones en la playa los cobanos el municipio de Acujutla El Salvador, la lista roja de la UICN clasifica a esta especie como preocupación menor.

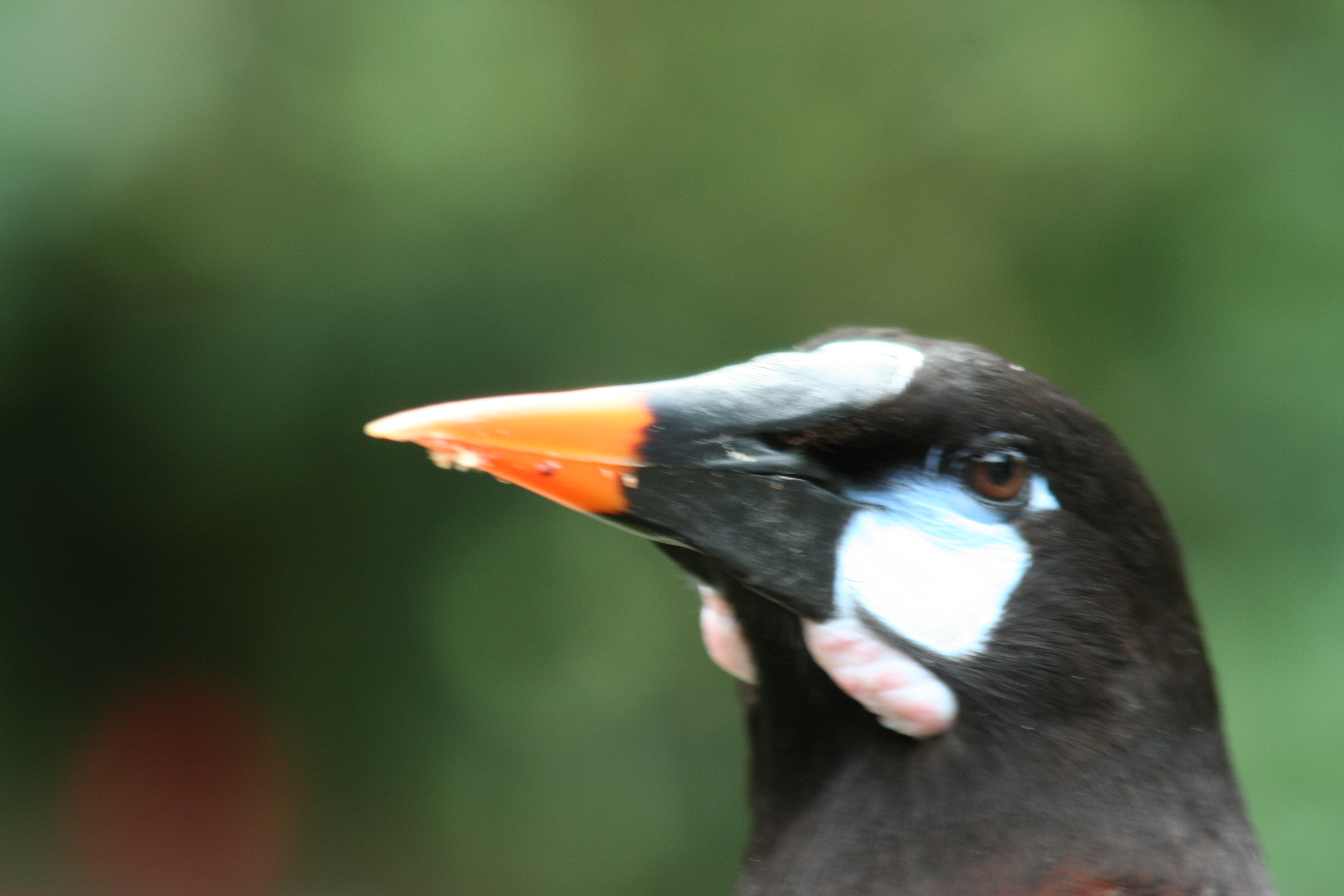
Detalle de la cabeza de la Urupa, nótese que el pico tiene dos colores negro en la basé y naranja en la punta.